# Mistrzostwa Świata w Strzelectwie 1924
Mistrzostwa Świata w Strzelectwie 1924 – 22. edycja mistrzostw świata w strzelectwie. Odbyły się one we francuskim Reims.
Rozegrano jedenaście konkurencji. Najlepszymi zawodnikami turnieju byli Amerykanie Walter Stokes i Bud Fisher, którzy zdobyli po cztery medale. W klasyfikacji medalowej zwyciężyła ich reprezentacja. Gospodarze zajęli czwarte miejsce z dorobkiem jednego złotego, jednego srebrnego i jednego brązowego medalu.

## Klasyfikacja medalowa
Gospodarze mistrzostw
| Pozycja | Kraj              | Złoto | Srebro | Brąz | Łącznie |
| ------- | ----------------- | ----- | ------ | ---- | ------- |
| 1       | Stany Zjednoczone | 4     | 3      | 2    | 9       |
| 2       | Szwajcaria        | 3     | 4      | 2    | 9       |
| 3       | Argentyna         | 2     | 0      | 2    | 4       |
| 4       | Francja           | 1     | 1      | 1    | 3       |
| 5       | Belgia            | 1     | 1      | 0    | 2       |
| 6       | Dania             | 0     | 1      | 2    | 3       |
| 7       | Szwecja           | 0     | 1      | 1    | 2       |
| 8       | Holandia          | 0     | 0      | 1    | 1       |

## Wyniki
| Konkurencja                                     | Złoto                                                                             | Wynik     | Srebro                                                                                | Wynik     | Brąz                                                                                             | Wynik     |
| Karabin wojskowy, trzy postawy, 300 m           | Antonio Rico                                                                      | 492 pkt.  | Walter Lienhard                                                                       | 491 pkt.  | Carl Osburn                                                                                      | 489 pkt.  |
| Karabin wojskowy leżąc, 300 m                   | Antonio Rico                                                                      | 179 pkt.  | Anders Andersson                                                                      | 175 pkt.  | Mauritz Eriksson                                                                                 | 175 pkt.  |
| Karabin wojskowy klęcząc, 300 m                 | Raymond Durand                                                                    | 172 pkt.  | Walter Lienhard                                                                       | 171 pkt.  | Josias Hartmann                                                                                  | 167 pkt.  |
| Karabin wojskowy stojąc, 300 m                  | Jacques Lafortune                                                                 | 162 pkt.  | Josias Hartmann                                                                       | 162 pkt.  | Aix Bouwens                                                                                      | 162 pkt.  |
| Karabin dowolny, trzy postawy, 300 m            | Bud Fisher                                                                        | 1075 pkt. | Walter Stokes                                                                         | 1067 pkt. | Karl Zimmermann                                                                                  | 1052 pkt. |
| Karabin dowolny, trzy postawy, 300 m, drużynowo | Stany Zjednoczone John Boles Raymond Coulter Bud Fisher Carl Osburn Walter Stokes | 5284 pkt. | Szwajcaria Josias Hartmann Walter Lienhard Jakob Reich Hans Pfeiderer Karl Zimmermann | 5184 pkt. | Francja Raymond Durand Louis Gouéry Léon Johnson Georges Roes Émile Rumeau                       | 5097 pkt. |
| Karabin dowolny leżąc, 300 m                    | Walter Stokes                                                                     | 383 pkt.  | Bud Fisher                                                                            | 383 pkt.  | Raymond Coulter                                                                                  | 382 pkt.  |
| Karabin dowolny klęcząc, 300 m                  | Bud Fisher                                                                        | 365 pkt.  | Lars Jørgen Madsen                                                                    | 361 pkt.  | Juan Martino                                                                                     | 360 pkt.  |
| Karabin dowolny stojąc, 300 m                   | Karl Zimmermann                                                                   | 339 pkt.  | Walter Stokes                                                                         | 333 pkt.  | Antonio Rico                                                                                     | 333 pkt.  |
| Pistolet dowolny, 50 m                          | Wilhelm Schnyder                                                                  | 531 pkt.  | Paul Van Asbroeck                                                                     | 527 pkt.  | Christian Lehrman                                                                                | 527 pkt.  |
| Pistolet dowolny, 50 m, drużynowo               | Szwajcaria Mathias Brunner Robert Blum Hans Hänni Fritz König Wilhelm Schnyder    | 2572 pkt. | Francja André de Castelbajac Keller-Dorian Paul Maujean Gilles Petit Veysierre        | 2561 pkt. | Dania Frederik Frederiksen Christian Jensen Christian Lehrman Lars Jørgen Madsen Christen Møller | 2540 pkt. |